# Collection Maranello Rosso
La Collection Maranello Rosso est un musée de l'automobile « Ferrari et Abarth » situé dans la république de Saint-Marin fondé en 1989.

## Description
Le musée Ferrari de 3 000 m2 avec 25 modèles exposés est fondé en 1989 par l'entrepreneur romain Fabrizio Violati.
En 2000, la collection est enrichie de 40 modèles Abarth.